# Anne-Marie Devreux
Anne-Marie Devreux (née en 1952) est une sociologue française, spécialiste du féminisme et de la sociologie des rapports sociaux de sexe. 

## Éléments biographiques
Née en 1952, elle devient chercheuse au Centre d’Anthropologie, d’Économie et de Sociologie, Applications et Recherches, CAESAR, dans  Équipe de recherche de l’Université Paris-Nanterre, de 1980 à 1984. Puis de 1989 à 1992, elle est chercheuse associée au Centre de Sociologie de la Défense Nationale, CSDN, au Ministère de la Défense, puis au Centre de sociologie urbaine (CSU).
Elle occupe le poste de directrice de recherche au CNRS, rattachée au CRESPPA, Centre de recherches sociologiques et politiques de Paris, équipe CSU (Cultures et sociétés urbaines).
De 2010 à 2013, elle dirige le Réseau thématique pluridisciplinaire (RTP) Études genre. Ce RTP initie l'interdisciplinarité entre sciences sociales et sciences dures, en introduisant les  études de genre dans trois domaines scientifiques (médecine et santé, écologie et environnement, ingénierie et technologie), en France. Ce programme de recherche donne lieu a un ouvrage publié en 2016, Les sciences et le genre. Elle est aussi responsable scientifique avec Françoise Moos du Défi genre de la Mission pour l’Interdisciplinarité du CNRS.
En 2018, elle est responsable scientifique et organisationnelle du Congrès international des recherches féministes dans la francophonie (CIRFF), qui se déroule à l'Université Paris-Nanterre,.

## Thèmes de recherche
Elle contribue à développer en France les études féministes, ses recherches permettant de saisir « les apports des rapports sociaux de sexe à la conceptualisation sociologique ». 
Ses travaux portent aussi sur l'androcentrisme des sciences. Elle considère que les femmes sont à la fois sous-représentées en tant que scientifiques et en tant qu’objet d’étude et que de là découle un androcentrisme des connaissances dont nous disposons. Elle a critiqué la « lucidité aveuglée » de Pierre Bourdieu qui se pose indûment en « découvreur » de « l'importance du champ de la domination masculine et du rôle qu'y jouent les systèmes de représentations et les effets de catégorisation, toutes choses établies scientifiquement bien avant l'article des Actes de la Recherche écrit près de dix ans avant le livre et qui constitue sa plus grande part »,.
Anne-Marie Devreux souligne l'impasse méthodologique en ethnologie et en sociologie si celles-ci ne dépassent pas la conception essentialiste du sexe : le féminin est le particulier, le masculin est le général. Elle met également en évidence le rapport sociaux des sexes et la nécessité de les conceptualiser,.
Elle fait partie avec Nadine Le Faucheur, Georges Falconnet, Daniel Welzer-Lang, Christine Castelain-Meunier des premières chercheuses à travailler sur la masculinité.
Elle questionne également les rapports inégaux entre hommes et femmes dans la parentalité,, et sur les antiféminismes.

## Principales publications
- 2016 - Anne-Marie Devreux (coord.), Les sciences et le genre  : déjouer l’androcentrisme, Presses universitaires de Rennes, coll. « Essais ».
- 2014 - Coline Cardi et Anne-Marie Devreux (coord.) « L’engendrement du droit », Cahiers du genre, no 57.
- 2012 - Anne-Marie Devreux et Diane Lamoureux (dir.), dossier « Les antiféminismes », Cahiers du genre, no 52 (Numéro commun avec Recherches féministes, 2012, vol.25, no 1.)
- 2010 - D. Chabaud, V. Descoutures, A-M. Devreux, E. Varikas (dir.), Sous les sciences sociales le genre. Relectures critiques de Max Weber à Bruno Latour, La Découverte[21].
- 2004 Autorité parentale et parentalité. Droits des pères et obligations des mères ? , Dialogue, n° 165, Le Kremlin-Bicêtre, 2004.

## Distinction
Elle a reçu le grade de chevalier, le 1er janvier 2017, par le Ministère de l’éducation nationale, de l’enseignement supérieur et de la recherche.